# دوشیزه یخی
دوشیزه یخی ("Iisjomfruen" یا "Isjomfruen" به زبان دانمارکی معاصر) یک افسانه (داستان کوتاه) از سال ۱۸۶۱ توسط نویسنده دانمارکی هانس کریستین آندرسن است . اولین ترجمه انگلیسی توسط کینگ و بارد در سال ۱۸۶۳ منتشر شد. 

## خلاصه داستان
در "دوشیزه یخی"، که در پایان حرفه خود نگاشته شده است، هانس کریستین اندرسن داستانی را روایت می کند که پسری پدر و مادر خود را از دست داده و برای زندگی با عمویش می رود.  خواننده ابتدا با فروش خانه های اسباب بازی ساخته شده توسط پدر بزرگ خود با رودی آشنا می شود. رودی بزرگ می شود تا کوهنورد و شکارچی ماهر شود. او عاشق دختر میلر، بابت است، اما آسیاب کار اتحادیه را تأیید نمی‌کند و به رودی وظیفه ای غیرممکن برای صعود به بالای کوهی خطرناک و بازگرداندن یک عقاب بچه زنده را می دهد. در حالی که بابت موفق به ملاقات و دیدار با معبود خود نشد، توجه پسر عمویش را به خود جلب کرد و با او معاشقه کرد که این موضوع منجر به افزایش حسادت در رودی شد.  وقتی که رودی متوجه بالارفتن پسر عموی بابت از درختی برای ورود از پنجره به اتاق بابت شد فریاد کشید. بابت که رودی را در حال فریاد کشیدن بر سر پسر عموی خود می بیند، عصبانی می شود و به او می گوید که برود. در راه بازگشت به خانه، رودی با دختر بچه ای زیبا روبرو می شود که پیش از این در زندگی اش ظاهر شده بود. این دختر دوشیزه یخی است، که مادرش را کشته و هنگام کودکی او را به عنوان خودش معرفی کرد. او از بابت عصبانی است و به زودی می بیند که یخ پیرزن را می بوسد. رودی به سوی بابت بازمی گردد و برای بخشیده شدن به او التماس می کند. روز عروسی آنها نزدیک است و آن ها به خانه معبود سفر می کنند تا در کلیسایی در آن نزدیکی ازدواج کنند. شب بعد از ورود آن ها، بابت یک خواب وحشتناک می بیند که او با پسر عموی خود روی رودی تقلب می کند. یک شب قبل از عروسی، بابت تصمیم می گیرد که تنها با یک اتاق کافی به یک جزیره کوچک برود که بتواند به رقصیدن بپردازد. وقتی آن ها با هم می نشینند و با هم صحبت می کنند، بابت متوجه می شود که قایق در حال غرق شدن و از بین رفتن است. رودی بعد از آن  در آب غرق می شود اما دوشیزه یخی برای آخرین بار او را می بوسد و او غرق می شود. بابت در جزیره تک و تنها به دلیل مرگ و از دست دادن عزیزترین دوستش گریه می کند، اما هیچ کس نمی‌تواند‌ صدای گریه او را بر اثر طوفان بشنود. 